# 菅沼俊弘
菅沼 俊弘（すがぬま としひろ、生年不明 - 没年不明）は、室町時代の三河国の人物。菅沼氏庶流の都田菅沼家初代当主。

## 生涯
長篠城を築いた菅沼元成の次男として生まれる。母は分かっていない。兄に、長篠菅沼家3代当主の菅沼俊則がいる。通称次郎右衛門。妻は分かっていないが、子に菅沼元景がいる。

## 系譜
- 父：菅沼元成
- 母：不明
- 兄：菅沼俊則
- 妻：不明
- 長男：菅沼元景